# Slovakien i olympiska vinterspelen 2002
Slovakien deltog i olympiska vinterspelen 2002. Slovakiens trupp bestod av 49 idrottare varav 38 var män och 11 var kvinnor. Den äldsta idrottaren i Slovakiens trupp var Braňo Prieložný (33 år, 289 dagar) och den yngsta var Veronika Zuzulová (17 år, 220 dagar).

## Resultat

### Alpin skidåkning
- Stortlopp herrar
  - Ivan Heimschild - 47
- Super-G herrar
  - Ivan Heimschild - 28
- Storslalom herrar
  - Ivan Heimschild - ?
- Slalom herrar
  - Michal Rajčan - 19
  - Ivan Heimschild - ?
- Kombinerad herrar
  - Ivan Heimschild - 24
  - Michal Rajčan - ?
- Storslalom damer
  - Veronika Zuzulová - 32
- Slalom damer
  - Veronika Zuzulová - ?

### Skidskytte
- 10 km sprint herrar
  - Marek Matiaško - 39
- 12,5 km jaktstart herrar
  - Marek Matiaško - 43
- 20 km herrar
  - Marek Matiaško - 52
- 7,5 km sprint damer
  - Martina Jašicová-Schwarzbacherová-Halinárová - 13
  - Soňa Mihoková - 21
  - Anna Murínová - 35
  - Tatiana Kutlíková - 64
- 10 km jaktstart damer
  - Martina Jašicová-Schwarzbacherová-Halinárová - 18
  - Soňa Mihoková - 21
  - Anna Murínová - 35
- 15 km damer
  - Martina Jašicová-Schwarzbacherová-Halinárová - 9
  - Soňa Mihoková - 14
  - Marcela Pavkovčeková - 33
  - Anna Murínová - 53
- 4x7,5 km stafett damer
  - Martina Jašicová-Schwarzbacherová-Halinárová, Anna Murínová, Marcela Pavkovčeková och Soňa Mihoková - 5

### Bob
- Två-manna
  - Milan Jagnešák , Róbert Kresťanko - 30
- Fyra-manna
  - Milan Jagnešák, Braňo Prieložný, Marián Vanderka och Róbert Kresťanko - 24

### Längdskidåkning
- 15 km herrar
  - Ivan Bátory - 21
  - Martin Bajčičák - 24
- 30 km herrar
  - Martin Bajčičák - 32
- 50 km herrar
  - Martin Bajčičák - 12
  - Ivan Bátory - 25
- 10+10 km herrar
  - Ivan Bátory - 25
  - Martin Bajčičák - 50
- 10 km damer
  - Jaroslava Bukvajová - 46
- 5+5 km damer
  - Jaroslava Bukvajová - 58

### Konståkning
- Par
  - Oljga Beständigová och Jozef Beständig - 17
- Singel damer
  - Zuzana Babiaková - 21

### Ishockey
- Herrarnas turnering
  - Ľuboš Bartečko, Pavol Demitra, Michal Handzuš, Marián Hossa, Richard Kapuš, Ján Lašák, Richard Lintner, Ivan Majeský, Dušan Milo, Jaroslav Obšut, Žigmund Pálffy, Ján Pardavý, Rastislav Pavlikovský, Richard Pavlikovský, Róbert Petrovický, Pavol Rybár, Miroslav Šatan, Richard Šechný, Peter Smrek, Rastislav Staňa, Jozef Stümpel, Jaroslav Török och Ľubomír Višňovský - 13

### Rodel
- Singel herrar
  - Jaroslav Slávik - 16
  - Ľubomír Mick - 35
- Dubbel herrar
  - Ľubomír Mick och Walter Marx - 9
- Singel damer
  - Veronika Sabolová - 21

### Nordisk kombination
- Individuell herrar
  - Michal Pšenko - 38
- Sprint herrar
  - Michal Pšenko - 39

### Short track
- 500 m herrar
  - Matúš Užák - 24
- 1 000 m herrar
  - Matúš Užák - 29
- 1 500 m herrar
  - Matúš Užák - 19

### Snowboard
- Parallellstorslalom damer
  - Jana Šedová - 14